# Hedemora
Hedemora ist Hauptort der schwedischen Gemeinde Hedemora in der Provinz Dalarnas län und der historischen Provinz Dalarna. Im Jahr 2015 hatte der Ort 7371 Einwohner auf einer Fläche von 582 Hektar.
Im Mittelalter hieß die Stelle, an der Hedemora heute liegt, Henemora und lag an einem Handelsweg von Mittelschweden nach Kopparberget (das heutige Falun). Aus diesem Grund erhielt Hedemora schon 1446 die Marktprivilegien und schließlich 1459 Stadtrechte. Die Stadt ist somit die älteste in Dalarna.
Teaterladan in Hedemora ist Teil der Europastraße Historische Theater.
Hedemora liegt zwischen den Seen Brunnsjön und Hofran und etwa zwei Kilometer von der Mündung des Dalälvens in den letztgenannten.
Der Skärsjö-Stein am See Skärsjön in Hedemora, Dalarna, ist ein etwa sechs Meter hoher Findling, der 1923 wurde es von der Provinz Dalarna zum Naturdenkmal erklärt wurde. Der Legende nach dreht sich der Stein, wenn die Kirchenglocken läuten.

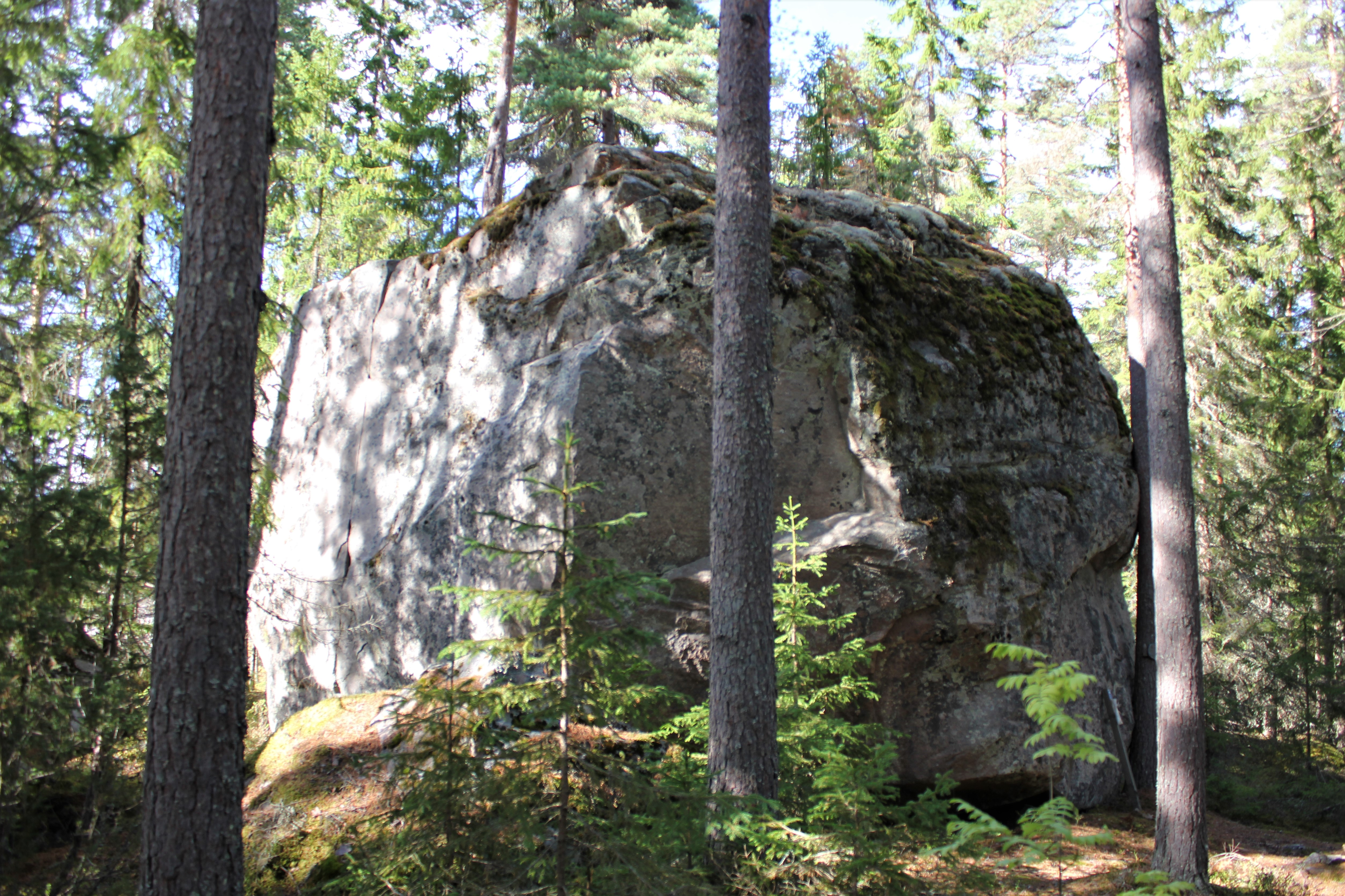
Skärsjösten
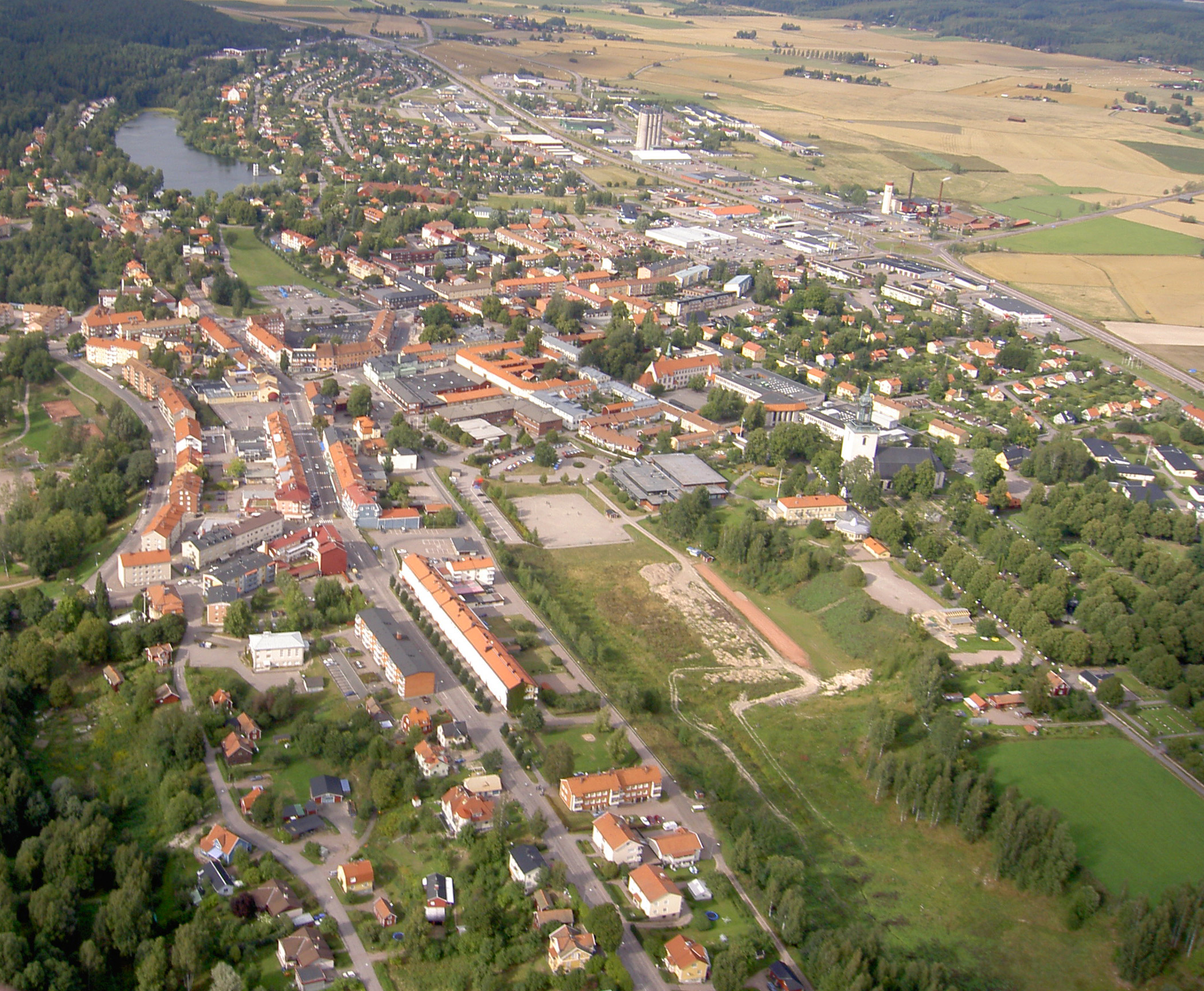
Luftbild von Hedemora
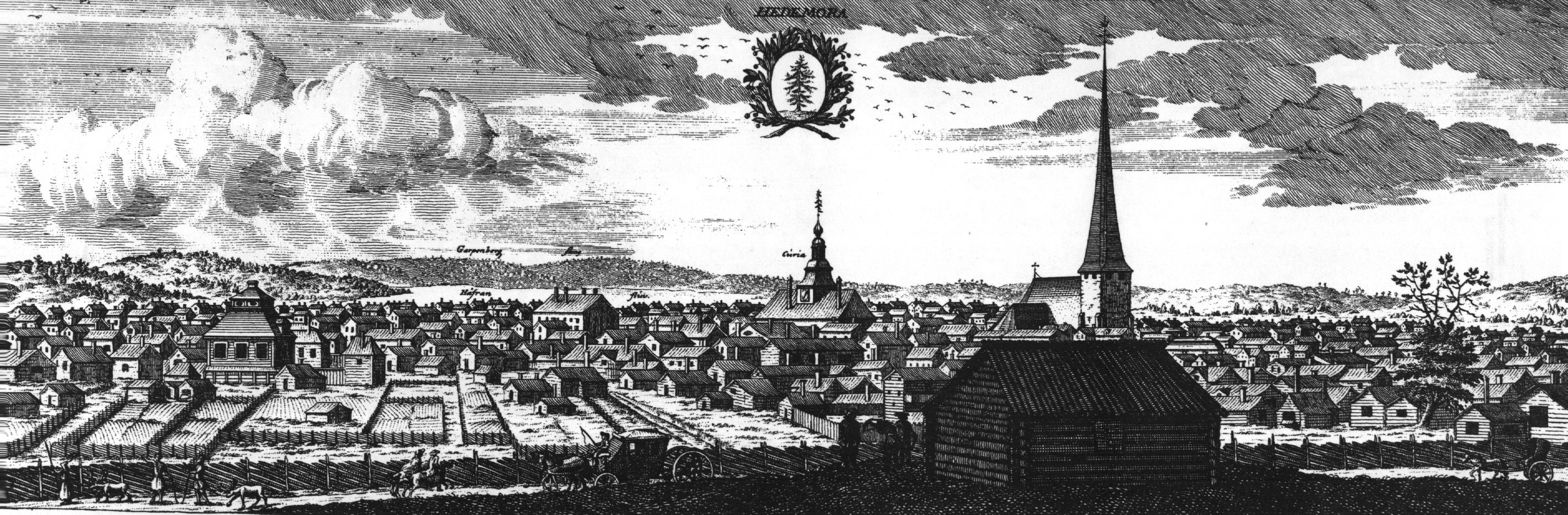
Hedemora um 1700
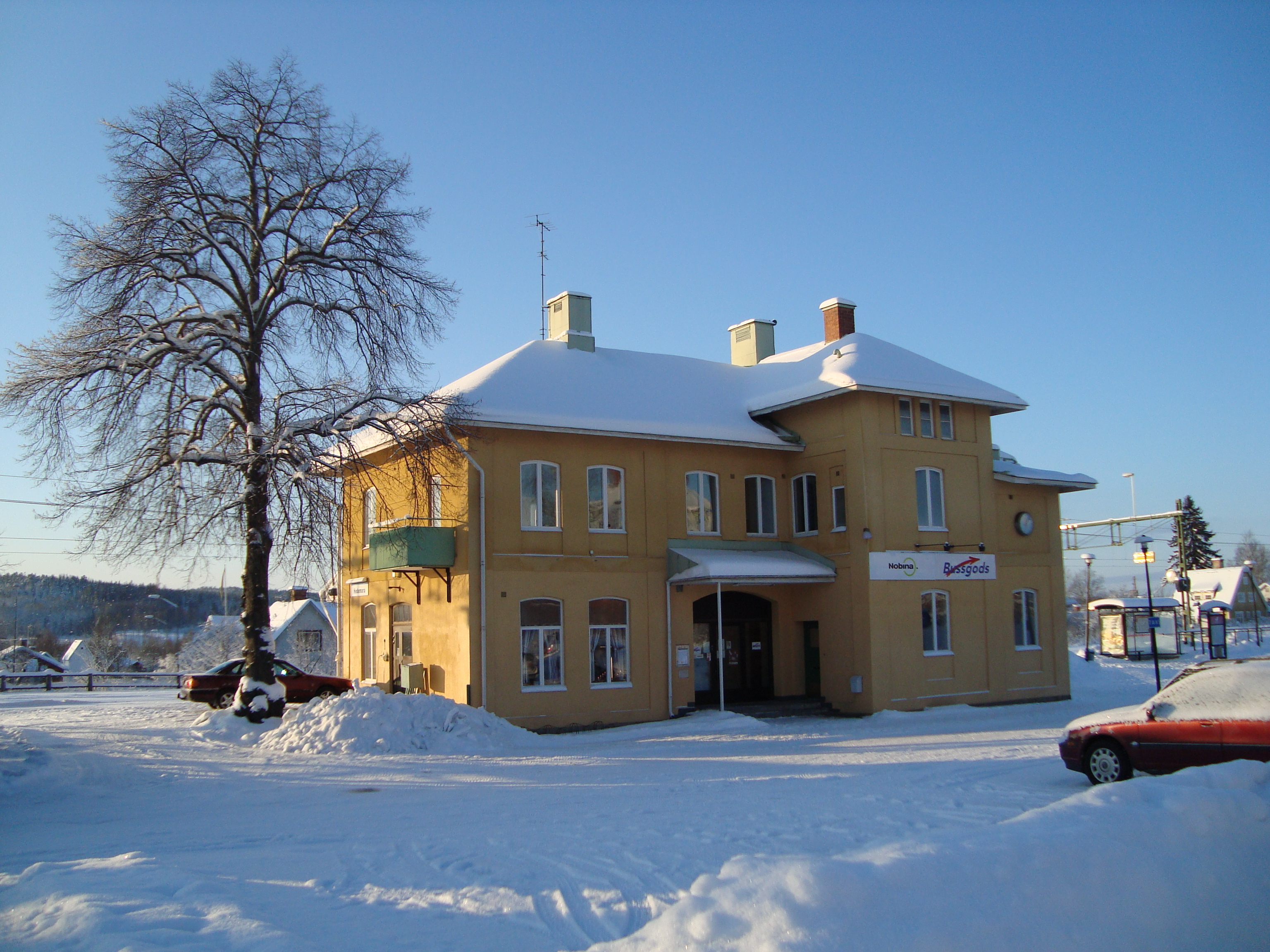
Der Bahnhof von Hedemora 2010
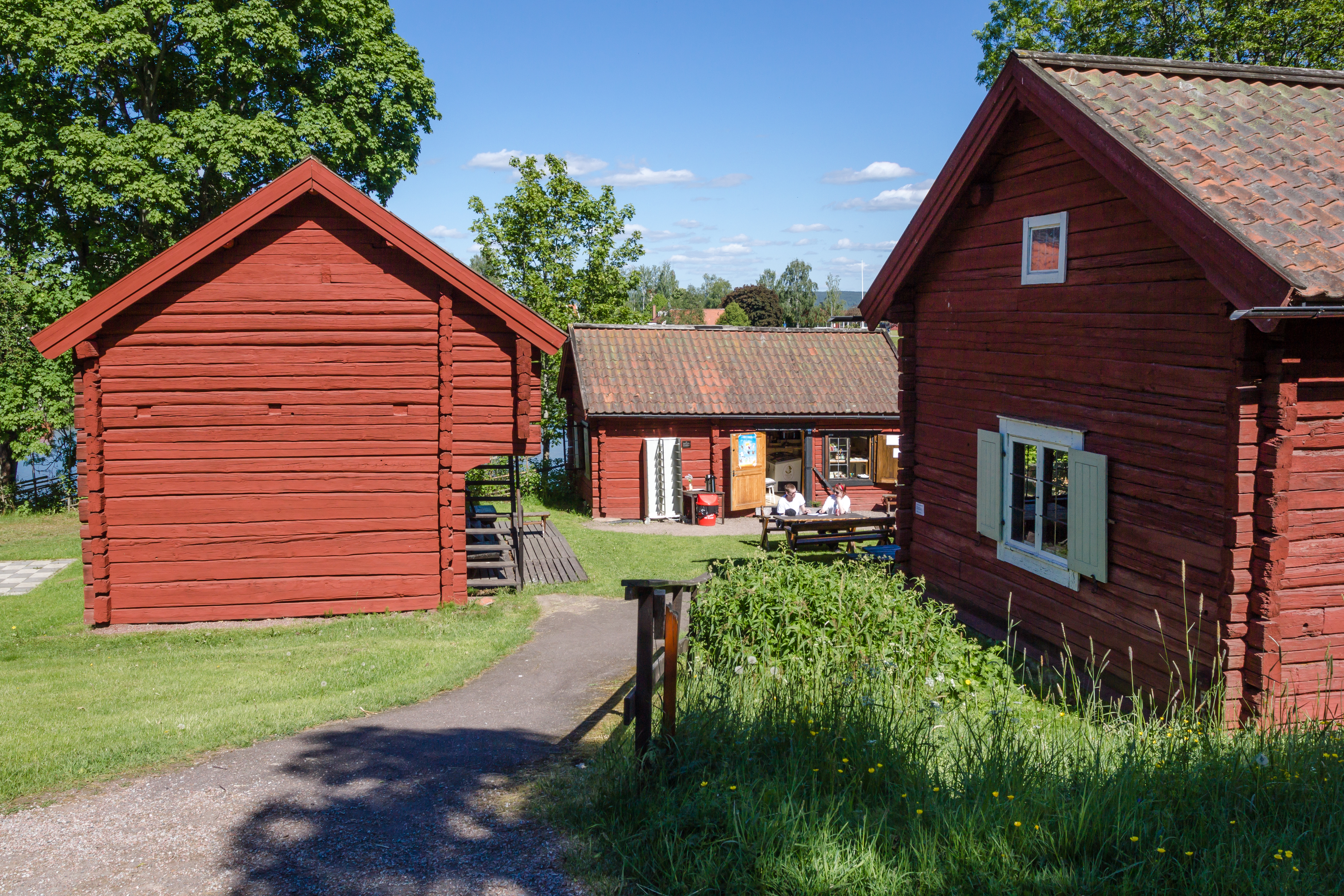
Hedemora Gammelgård

## Persönlichkeiten
- Anna Maria Rückerschöld (1725–1805), Autorin
- Lars Israël Wahlman (1870–1952), Architekt
- Hildur Lindberg (1904–1976), Schauspielerin
- Ulf Sundberg (1919–1997), Forstwissenschaftler
- Lars Gårding (1919–2014), Mathematiker
- Per Berglund (* 1939), Regisseur, Filmproduzent und Drehbuchautor
- Jonas Nilsson (* 1963), Skirennläufer
- Annika Johansson (* 1967), Freestyle-Skierin
- Erika Hansson (* 1973), Skirennläuferin
- Martin Hansson (* 1975), Skirennläufer
- Jennie Johansson (* 1988), Schwimmerin
- Edvin Anger (* 2002), Skilangläufer
- Adam Boqvist (* 2000), Eishockeyspieler
- Jesper Boqvist (* 1998), Eishockeyspieler